# Hypoplectrus randallorum
Hypoplectrus randallorum là một loài cá biển thuộc chi Hypoplectrus trong họ Cá mú. Loài này được mô tả lần đầu tiên vào năm 2011.

## Phân bố và môi trường sống
H. randallorum có phạm vi phân bố ở Tây Bắc Đại Tây Dương. Loài cá này được tìm thấy tại Florida Keys ở vịnh Mexico; từ bang Quintana Roo, Mexico dọc theo vùng bờ biển Trung Mỹ trải dài đến Panama; xung quanh Đại Antilles (trừ Cuba); xung quanh Aruba và Curacao. H. randallorum sống gần các rạn san hô ở độ sâu khoảng từ 3 đến 15 m.

## Mô tả
Chiều dài cơ thể lớn nhất được ghi nhận ở H. randallorum là 8,1 cm. Thân trên có màu nâu tanin hoặc nâu nhạt; vàng nâu ở thân dưới. Có một đốm đen nằm giữa mắt và phía trước hàm trên, và có một đốm đen lớn ở cuống đuôi trên. Vây lưng màu nâu đậm; các vây còn lại màu vàng nâu.
Số gai ở vây lưng: 10; Số tia vây mềm ở vây lưng: 15; Số gai ở vây hậu môn: 3; Số tia vây mềm ở vây hậu môn: 7.